# Aída Kancepolski
Aída Kancepolski   (27 d'abril de 1924 - Buenos Aires, 4 d'agost de 2020) va ser una activista argentina, membre de l'associació de les Àvies de la Plaza de Mayo.

## Biografia
Els seus pares i el seu germà gran havien arribat de Polònia. Tenia 22 anys quan va conèixer al seu marit, amb el qual va tenir tres fills: dues noies i un noi, Walter. Es van divorciar el 1966, quan Aída era voluntària a l'Hospital Israelita. El seu fill Walter va ser segrestat el 1977 a Mar del Plata, on residia.
De seguida, Kancepolski va començar la seva recerca en comissaries, casernes militars, l'ambaixada d'Alemanya, i va conèixer les altres àvies. En la seva investigació es va assabentar que la parella del seu fill, Patricia, estava embarassada i que van estar detinguts al centre de detenció La Cacha.
El nen va ser trobat el 1983 per la filial Mar del Plata d'Àvies de la Plaza de Mayo; havia estat lliurat a la família materna, que no tenia comunicació amb la paterna.
Va morir de forma sobtada el 4 d'agost de 2020 als 96 anys, quan es trobava encara en activitat, preparant un vídeo al costat del seu net per encoratjar que se segueixi la recerca dels altres tres-cents nets dels quals encara no es coneix la ubicació.